# 30-ih
1. tisućljeće
◄ | 1. stoljeće pr. Kr. | 1. stoljeće | 2. stoljeće | ►
◄ | 0-ih | 10-ih | 20-ih | 30-ih | 40-ih | 50-ih | 60-ih | ►
30. | 31. | 32. | 33. | 34. | 35. | 36. | 37. | 38. | 39.

## Događaji i trendovi
- Prema kršćanskom vjerovanju, Isus Krist razapet, te nakon 3 dana uskrsnuo

## Vanjske poveznice
|  | Zajednički poslužitelj ima još gradiva o temi 30-ih |